# Botswana
Il Botswana (in italiano in passato anche Beciuania), ufficialmente Repubblica del Botswana (pronuncia italiana: /botˈtswana/; in tswana Lefatshe la Botswana, in inglese Republic of Botswana) è uno Stato indipendente dell'Africa meridionale.
Confina con il Sudafrica a sud, con la Namibia a ovest, con lo Zambia a nord, con lo Zimbabwe a nord-est; non ha sbocchi sul mare. Lo stato ha una superficie totale di 581730 km² ed è abitato da 2 254 043 abitanti con una densità di 3,7 ab/km². Le lingue ufficiali sono l'inglese e lo tswana, lingua del popolo omonimo, che ha lo status di lingua nazionale. Con il nome di Bechuanaland fu protettorato britannico fino al 1966, anno in cui ottenne l'indipendenza.

## Il nome
Il nome può essere approssimativamente tradotto come la terra di coloro che parlano tswana, ovvero la terra del popolo tswana. "Tswana" fu trascritto inizialmente in chuana dai britannici, da cui Bechuanaland.

## Storia

### Storia antica
Le prime popolazioni dell'odierno Botswana, come di gran parte dell'Africa australe, erano cacciatori-raccoglitori dei gruppi san e khoi (boscimani e ottentotti). La loro presenza è sicuramente molto antica, anche se il loro numero fu sempre molto basso, sia per la scarsità di risorse che il territorio offriva loro, sia per la loro mancata evoluzione in società sedentaria organizzata.

### La colonizzazione Bantu
Benché già avessero fatto sporadiche apparizioni in precedenza, intorno al XVII secolo giunsero massicciamente nella zona i bantu provenienti da nord. Queste genti, molto più agguerrite di boscimani ed ottentotti, non ebbero difficoltà ad avere il sopravvento. Gli indigeni furono costretti così a ritirarsi nelle zone più impervie e desertiche della regione. I bantu erano agricoltori e allevatori e si insediarono con successo nella regione.
Da questi coloni discende il gruppo etnico principale del Botswana moderno, quello degli Tswana.

### La colonizzazione britannica
Verso la fine del XIX secolo iniziò un modesto afflusso di coloni bianchi provenienti dal Sudafrica, e nel 1885, alla Conferenza di Berlino, la regione venne dichiarata protettorato britannico con il nome di Bechuanaland. A differenza di quanto avvenne e avviene tuttora in altri paesi dell'area (specie in Zimbabwe e in Sudafrica), in Botswana i rapporti fra bantu e bianchi furono sempre sostanzialmente pacifici e distesi.

### L'indipendenza
Nel 1966 il Botswana divenne indipendente come stato membro del Commonwealth.
I buoni rapporti fra bianchi e bantu furono ribaditi nella costituzione del nuovo paese, e la stessa bandiera rappresenta questa convivenza pacifica, ponendo una striscia bianca e nera sull'azzurro dell'acqua.
Primo capo di Stato eletto del Botswana fu Sir Seretse Khama, già re della tribù tswana dei Bangwato e capo del Partito Democratico del Botswana. Khama, la cui moglie Ruth Williams era una bianca di origine anglosassone, viene ricordato come padre della patria. Restò in carica fino alla morte. Nel 1980 gli succedette Quett Masire, che nel 1998 si ritirò a favore del vicepresidente Festus Mogae. Questi, eletto nel 1999, a sua volta delegò presto gran parte dei poteri al figlio dei "Genitori della Patria", il primo ministro Seretse Ian Khama, dal 2003 presidente del partito BDP. Khama figlio è stato eletto presidente della Repubblica nel 2008 ed è stato confermato nelle elezioni del 2014 per altri cinque anni.

## Geografia

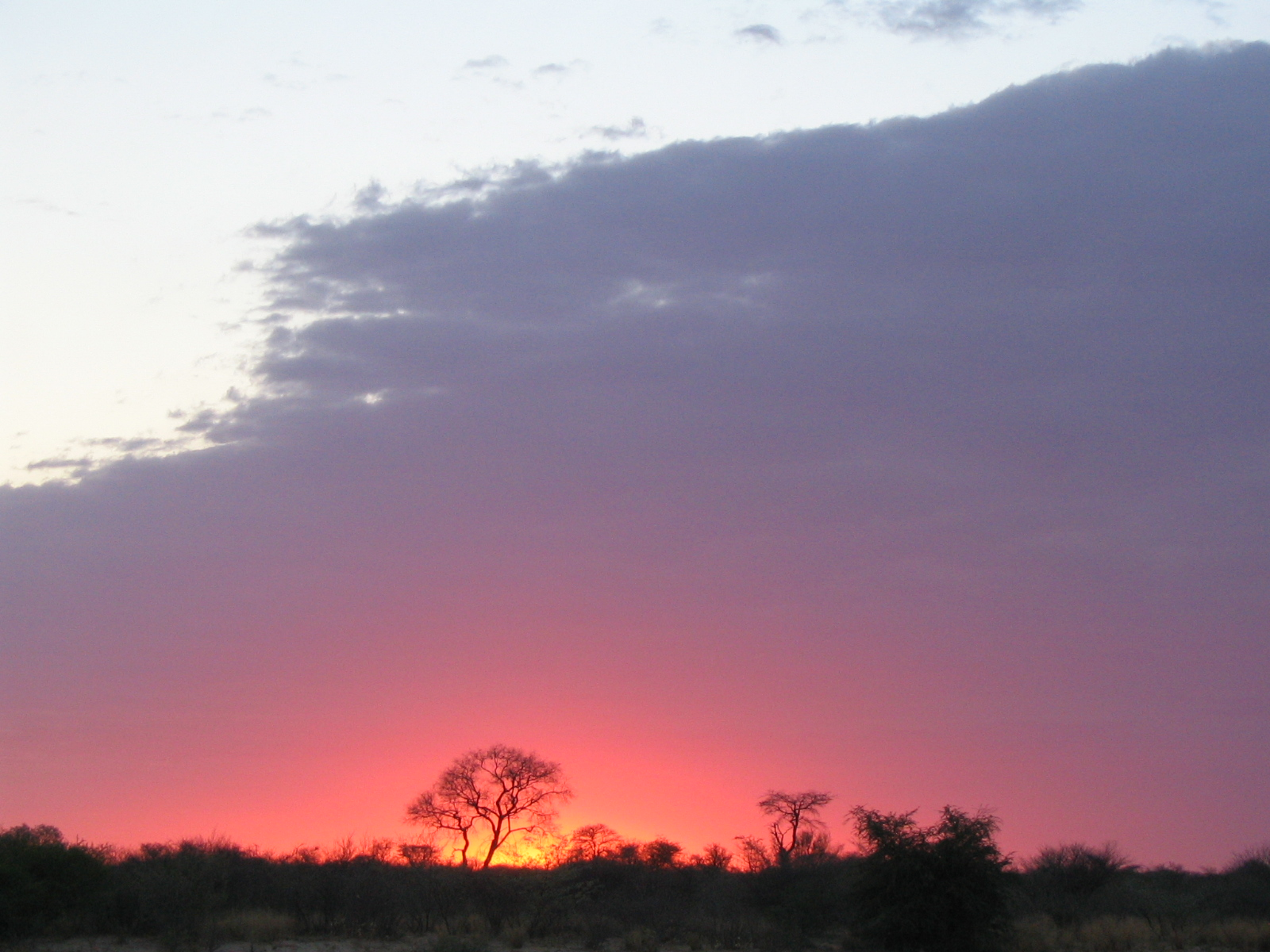
Alba nel Botswana

Il Botswana è uno stato piuttosto esteso (581730 km²) dell'Africa australe. È posto all'interno della zona compresa tra i meridiani 20° e 30° E ed è attraversato dal tropico del Capricorno. Confina a nord con la Namibia (Dito di Caprivi) e lo Zimbabwe riuscendo a raggiungere lo Zambia per soli 150 metri; a est con lo Zimbabwe e in parte anche con il Sudafrica; a sud con il Sudafrica; a ovest con la Namibia. Dalla conformazione abbastanza quadrangolare, il Botswana è dunque lontano dal mare, che è raggiungibile a est seguendo il fiume Limpopo fino in Mozambico.

### Morfologia
Il territorio del Botswana è formato da un altopiano che mantiene un'altitudine sul livello del mare di circa 1000 m. Circa il 70% del territorio del paese è occupato dal deserto del Kalahari, che si trova a cavallo fra il Botswana sudoccidentale, la Namibia e il Sudafrica.

### Idrografia

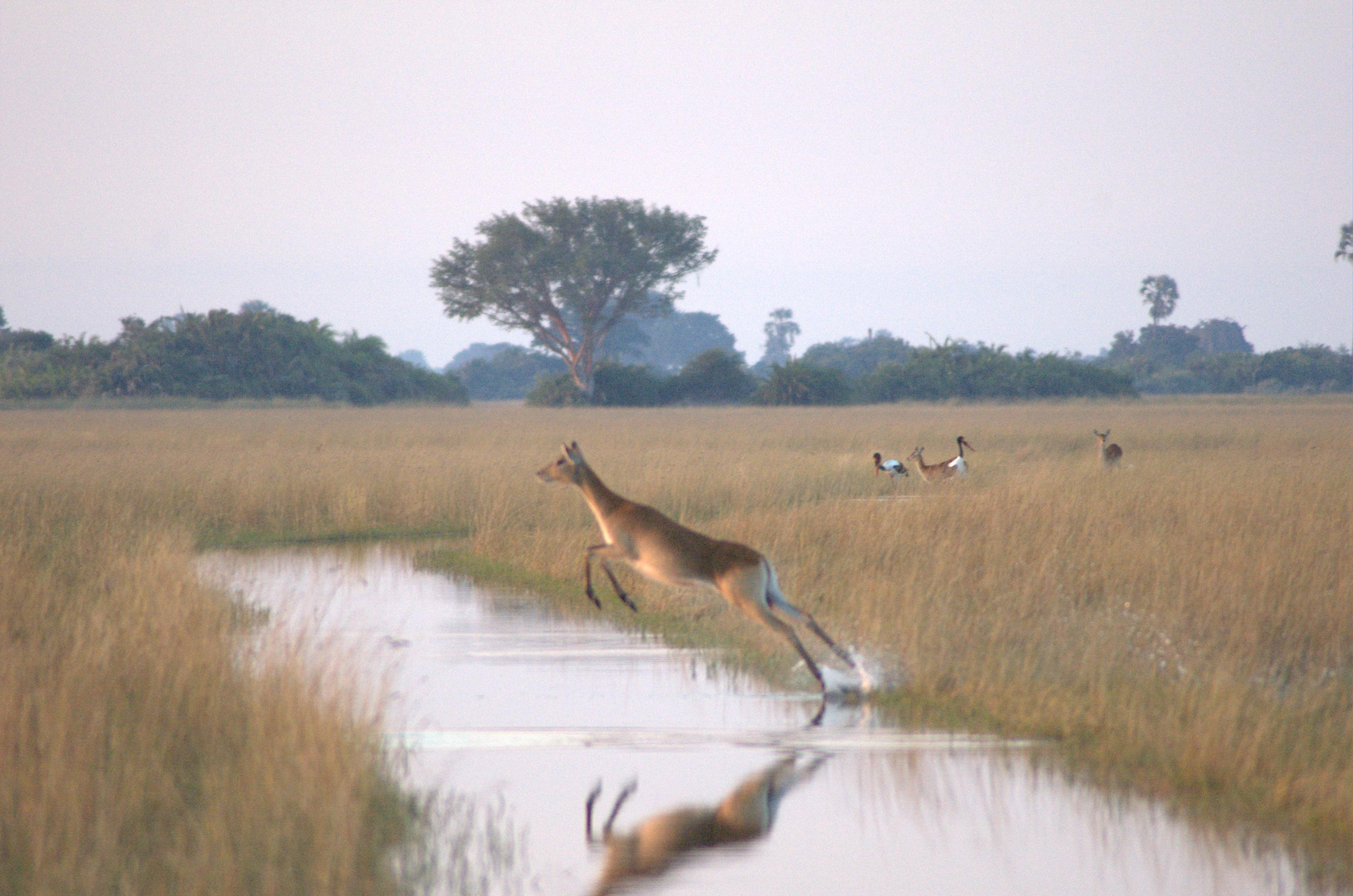
Un lichi (kobus leche) nel Delta dell'Okavango.

La rete idrografica è assai scarsa. Essa presenta però due bacini fluviali importanti: l'Okavango, nel nord-ovest, che forma il secondo più grande delta interno del mondo (le paludi dell'Okavango) dopo quello del Niger, e a sud-est il Limpopo, che segna il confine del Botswana con il Sudafrica.

### Clima
Il clima è subdesertico, caratterizzato da precipitazioni scarse e piuttosto irregolari (si sono registrati in media 591 mm annui di pioggia caduti in 58 giorni su 365). Le escursioni termiche, sia giornaliere che annuali, sono piuttosto elevate. La temperatura media annua di Gaborone è pari a 18,5°. Sempre nella capitale, il mese più caldo è gennaio (24°); il più freddo luglio (11°).
L'inverno va da aprile a settembre ed è caratterizzato da giornate serene, soleggiate e secche. In questo periodo non piove mai. Le temperature diurne raggiungono i 25°C mentre quelle notturne possono scendere anche sotto lo 0. L'estate va da Ottobre a Marzo, la temperatura è molto elevata, può raggiungere i 40°C e verso la fine di novembre fanno comparsa le piogge.

## Popolazione

### Demografia

Andamento della popolazione del Botswana dal 1960 al 2017

Il Botswana conta 2 250 260 abitanti (dato del 2016), concentrati prevalentemente nell'est del paese. Tenuto conto che nel 1971 la popolazione era di circa 574 000 unità, si può dire che in meno di cinquant'anni essa si sia quadruplicata, con una crescita annua che si aggira attorno al 2%. Questo ritmo è sceso rapidamente negli anni 2000, soprattutto come conseguenza degli effetti sempre più accentuati della diffusione del virus dell'HIV. Il 38,8% degli adulti (circa 350 000 persone) è affetto dal virus; nel 2003 si sono registrate 33 000 morti per AIDS. Il tasso di crescita annua della popolazione è gradualmente sceso fino ad acquisire segno negativo nel 2005, anno in cui l'indice di natalità è stato di 23,33 nati per 1 000 abitanti, contro un tasso di mortalità di 29,36. Negli stessi anni si è avuto un drastico calo dell'aspettativa di vita, passata dai circa 60 anni di un decennio fa, ai 49-50 anni di oggi.

### Etnie

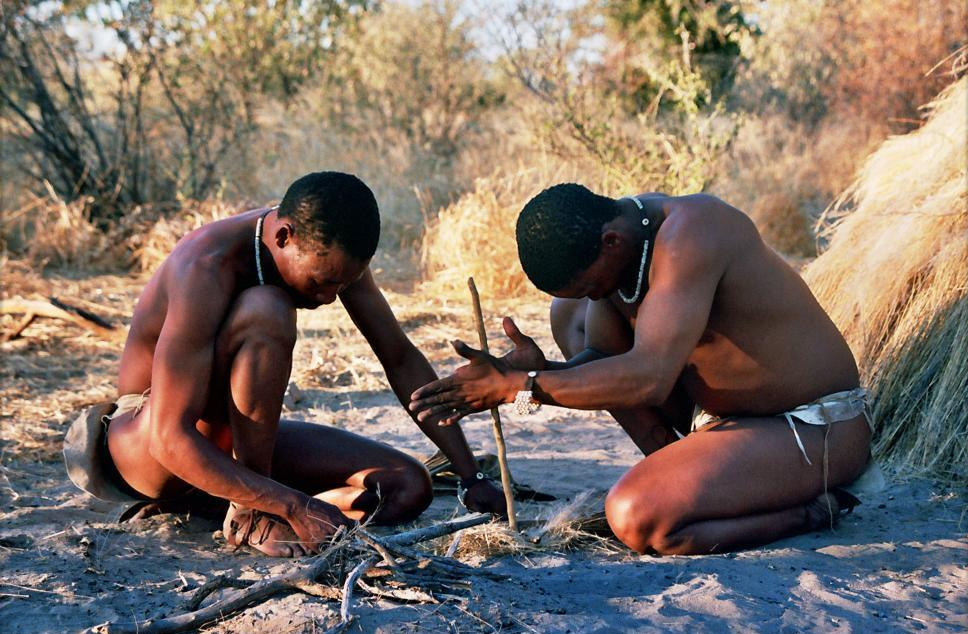
Boscimani del Botswana

I neri di ceppo bantu costituiscono la maggioranza della popolazione; i tre principali gruppi etnici bantu sono gli tswana (66,8% della popolazione), gli shona (14,8%) e i ndebele (1,7%). Altri gruppi etnici neri non bantu sono quelli del gruppo khoisan: boscimani (1,3%) e ottentotti (1,3%). Il restante 14,1% è spartito fra varie altre etnie, tra cui altri gruppi bantu, bianchi (soprattutto di origine anglosassone) e gruppi a sangue misto (soprattutto mulatti, ovvero incroci tra bianchi anglosassoni e bantu tswana).

### Lingue
La lingua ufficiale è l'inglese, parlato da appena il 2,1% della popolazione. La lingua più parlata è il setswana (78,2%), che in base alla costituzione è la lingua nazionale. Seguono altri idiomi bantu, tra cui il kalanga (7,9%) e il sekgalagadi (2,8%) (censimento 2001).

### Religioni
La religione predominante è il cristianesimo, che rappresenta il 71,6% della popolazione. I cristiani si dividono in protestanti (64,6%) e cattolici (7,0%). Il 20,6% non segue nessuna religione e il 6% confessa una religione indigena. Le altre religioni rappresentano l'1,4%, mentre lo 0,4% non è specificato.
| religione       | religione       |  | percentuale                                | percentuale                                |
| --------------- | --------------- |  | ------------------------------------------ | ------------------------------------------ |
| Cristiani       | Cristiani       |  | 71,6 (Protestanti: 64,6 - Cattolici: 7,0)% | 71,6 (Protestanti: 64,6 - Cattolici: 7,0)% |
| Nessuna         | Nessuna         |  | 20,6%                                      | 20,6%                                      |
| Indigeni        | Indigeni        |  | 6%                                         | 6%                                         |
| Altro           | Altro           |  | 1,4%                                       | 1,4%                                       |
| Non specificato | Non specificato |  | 0,4%                                       | 0,4%                                       |

## Comunicazioni e statistiche sociali

### Comunicazioni
- Sono presenti 25798 km di strade, di cui 8410 km asfaltate (2005)
- Le ferrovie si estendono per 888 km (2008)
- Sono registrati 246 738 autoveicoli, di cui 119 618 autovetture (2008)

### Accesso a internet, televisione, giornali
- Sono presenti 68,5 telefoni fissi ogni 1 000 abitanti (2010)
- Ci sono 177 telefoni cellulari ogni 1 000 abitanti (2010)
- Il 9,5% delle famiglie ha un televisore (2005)
- Vi sono 62,5 computer ogni 1 000 abitanti (2008)
- Ci sono 60 utenti internet ogni 1 000 abitanti (2010)
- Ci sono 43 giornali ogni 1 000 abitanti (2005)

## Ordinamento dello stato

### Suddivisione amministrativa

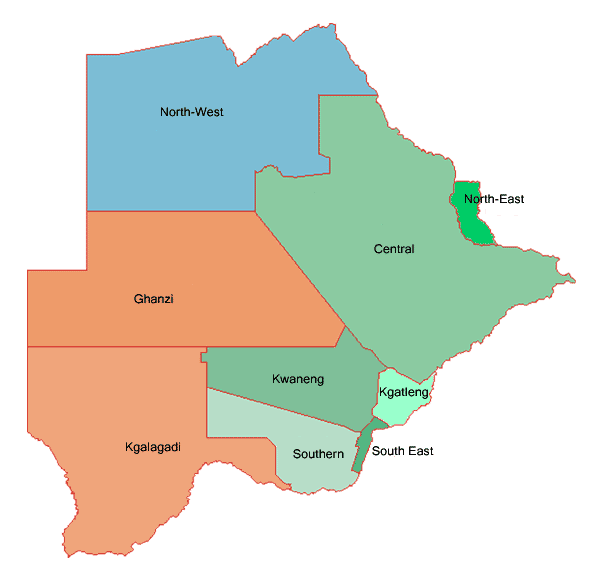
I distretti del Botswana.

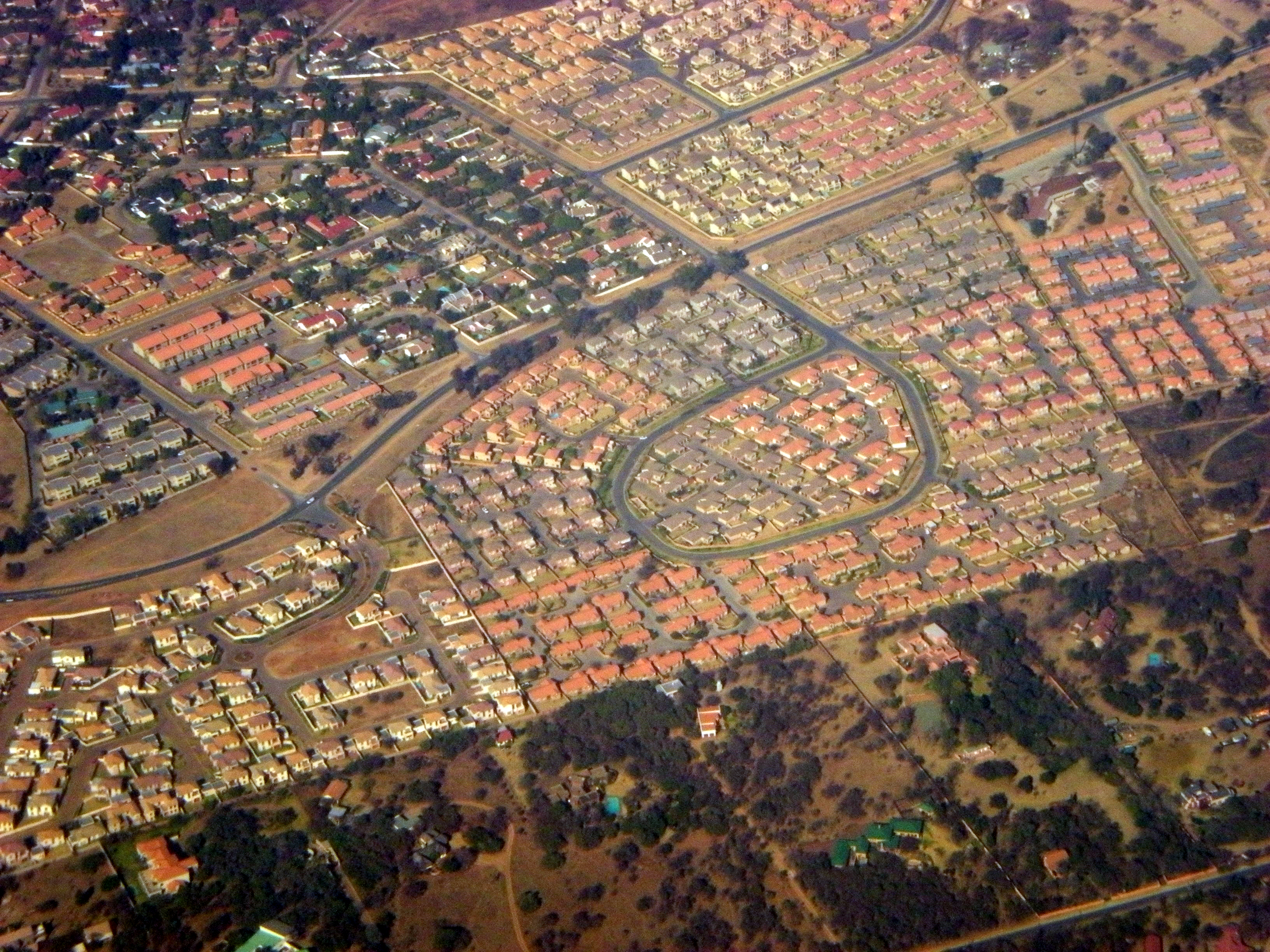
Vista aerea di Gaborone.

Il Botswana è diviso in 9 distretti e 28 sottodistretti. I nove distretti sono:
- Distretto Centrale
- Distretto di Ghanzi
- Distretto di Kgalagadi
- Distretto di Kgatleng
- Distretto di Kweneng
- Distretto Nordorientale
- Distretto Nordoccidentale
- Distretto Sudorientale
- Distretto Meridionale

### Città principali
Il Botswana ha due centri abitati principali che hanno il titolo di "città":
- Gaborone
- Francistown

Seguono i "comuni", paesi discretamente abitati, e i "villaggi", più marcatamente rurali:
- Molepolole
- Selebi-Phikwe
- Maun
- Serowe
- Kanye
- Mahalapye
- Mochudi
- Mogoditshane
- Lobatse
- Palapye
- Tlokweng
- Ramotswa
- Thamaga
- Moshupa
- Tonota
- Jwaneng
- Orapa
- Letlhakane

### Costituzione
La Costituzione del Botswana risale al 30 settembre 1966.

### Istituzioni
L'organizzazione dello stato è marcatamente basata sul modello britannico, con un parlamento bicamerale suddiviso in "Camera dei Capi" (non elettiva e riservata ai capi delle tribù e ai rappresentanti dei gruppi etnici del paese) e "Camera dei Comuni" (elettiva e riservata a esponenti di partiti politici riconosciuti dallo stato). L'esecutivo è costituito da un governo forte guidato dal presidente. Data la particolare situazione della politica del paese, dominata fin dall'indipendenza da un unico partito (il Botswana Democratic Party, BDP), il presidente ha anche praticamente il potere di designare il proprio successore.

### Ordinamento scolastico
Al momento dell'indipendenza, solo una piccola parte della popolazione del Botswana possedeva i mezzi per accedere all'istruzione superiore e universitaria. La crescita economica ha permesso di istituire un sistema educativo che garantisce 10 anni di educazione di base. Circa metà della popolazione frequenta ulteriori due anni di scuola secondaria che permettono di conseguire il “Botswana General Certificate of Education” (BGCSE). Il BGCSE permette di accedere all'istruzione tecnica, fornita in sei istituiti in tutto il paese; a corsi professionali di insegnante e infermiere; all'Università del Botswana a Gaborone. L'Università conta oltre 10 000 studenti.
Il sistema dell'istruzione si dimostra tuttavia ancora carente nelle risorse assicurate alle scuole primarie, soprattutto per quanto riguarda la remunerazione degli insegnanti. Nel gennaio 2006 dopo oltre 20 anni di scuola pubblica gratuita, il governo ha annunciato la reintroduzione di tasse scolastiche per far quadrare il bilancio dello Stato.

### Università
L'Università del Botswana è stata istituita nel 1982.

### Sistema sanitario

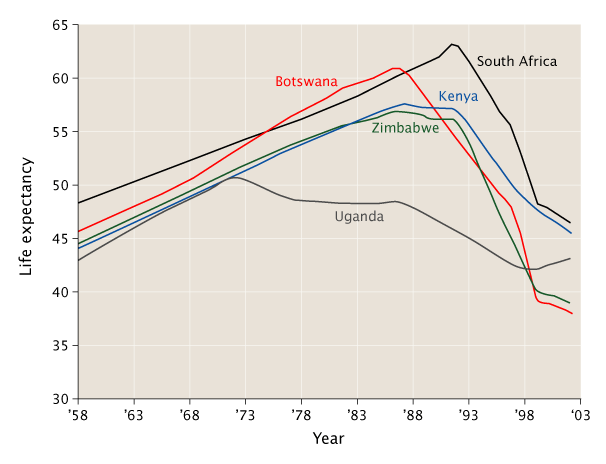
Confronto tra le aspettative di vita in alcuni paesi dell'Africa colpiti dall'AIDS.

Il sistema sanitario, cui concorre capitale pubblico e privato, è in via di sviluppo. Per il momento solo Gaborone possiede un ospedale di ottimo livello.
Le spese sanitarie sono state concentrate soprattutto nella prevenzione e nella cura dell'AIDS e della malaria; quest'ultima è presente nelle zone più paludose formate nel nord dal fiume Okavango.
Tra le misure messe in atto dal governo per contrastare il virus si possono citare i trattamenti gratuiti con farmaci antiretrovirali e un programma nazionale di prevenzione del contagio da madre a figlio.

### Forze armate
Dopo l'indipendenza, il Botswana non si era dotato di forze armate. Tuttavia, dopo gli scontri avvenuti con l'esercito della Rhodesia, il paese costituì un corpo per l'autodifesa nel 1977. Il presidente è il comandante in capo del corpo e nomina il consiglio di difesa, al cui vertice si trova un luogotenente generale. Il corpo attualmente arruola circa 12 000 uomini. L'evoluzione positiva della situazione geopolitica nella regione ha permesso di specializzare il corpo in operazioni di polizia ambientale, di protezione civile ed in missioni internazionali di pace. Gli Stati Uniti sono il principale finanziatore del Corpo, e forniscono addestramento e formazione agli ufficiali.

## Economia
L'economia del Paese è dominata dall'estrazione mineraria (in particolare di diamanti), dall'allevamento e dal turismo. Il PNL nominale del paese è ammontato nel 2012 a 14 425 milioni di dollari, pari a un eccellente 7 020 dollari pro capite, che diventano 15 706 a parità di potere d'acquisto. Sin dall'indipendenza, il Botswana ha mostrato uno dei più elevati tassi di crescita del reddito pro capite del mondo. Dal 1966 al 1999 la crescita economica annua è stata infatti in media del 9% e nel 1994 il Botswana è stato il primo paese a uscire dalla classifica dei Paesi Meno Sviluppati (LDC) stilata dall'ONU.
L'economia non è più così strettamente legata a quella del Sudafrica come un tempo. Infatti, grazie anche all'apertura nel 1998 della superstrada transafricana, che collega l'Oceano Atlantico all'Oceano Indiano passando per il Kalahari, le merci botswaniane non hanno più il passaggio obbligato dei porti sudafricani.
Oltre ai paesi limitrofi, i rapporti commerciali maggiori del paese si svolgono con la Gran Bretagna, gli Stati Uniti, nonché con gli altri paesi europei. Al giorno d'oggi il Botswana è uno degli stati più sviluppati dell'Africa..
Il paese è talvolta considerato un paradiso fiscale.
Il governo di Mokgweetsi Masisi ha revocato il divieto di caccia agli elefanti nel 2019 e sta offrendo permessi di caccia all'asta con le aziende. Queste aziende poi li rivendono con un margine ai cacciatori di trofei. L'Africa meridionale è diventata una destinazione per il turismo di caccia, soprattutto dagli Stati Uniti.

### Politica economica
La politica fiscale è stata orientata al mantenimento di un modesto livello di tassazione, nonostante i deficit di bilancio nel 2002 e 2003, e di un livello trascurabile di debito estero. Il Botswana ha ottenuto il più elevato rating creditizio tra i Paesi africani ed è stato in grado di accumulare riserve in valuta straniera per oltre due volte e mezzo il valore delle imposte annuali (oltre 5 miliardi di dollari nel 2004). La sorprendente crescita economica può essere spiegata dal saggio impiego dei proventi derivanti dalle miniere di diamanti, accompagnato da prudenti politiche fiscali e da una cauta apertura internazionale: Debswana, il monopolista delle miniere, è per metà proprietà statale e genera circa la metà dei proventi pubblici.
Nonostante questo quadro complessivamente positivo, nei primi anni 2000 si è registrata una contrazione degli investimenti per lo sviluppo (stimata al 10 % nel 2002-2003), causata dai disavanzi di bilancio e dall'aumento delle spese per la sanità. Il paese è infatti fortemente colpito dall'AIDS: circa un terzo della popolazione è affetta dal virus HIV, il più alto tasso d'infezione al mondo dopo lo Swaziland. In parte, i deficit di bilancio possono essere spiegati con un livello relativamente alto di spese militari (circa il 4 % del PIL del 2004), pur di fronte ad una bassa probabilità di conflitti internazionali; va tuttavia registrato che il Paese invia le sue truppe in operazioni multilaterali e di assistenza umanitaria.

### Settore primario
Il Botswana non ha un settore primario particolarmente produttivo, a causa della frequente siccità, e l'agrozootecnia contribuisce al PNL per meno del 4%. Tuttavia risultano assai importanti per l'economia del paese le colture cerealicole (soprattutto sorgo, mais e miglio), il girasole e, soprattutto, le piantagioni di cotone (700 t di fibra grezza nel 2001), organizzate con metodi moderni ed efficienti. L'allevamento bovino (2 milioni e mezzo di capi circa nel 2002) e caprino (parimenti 2 250 000 capi circa nel 2002) è altresì fondamentale e rifornisce il mercato interno di latte, carni e pelli.

### Settore secondario

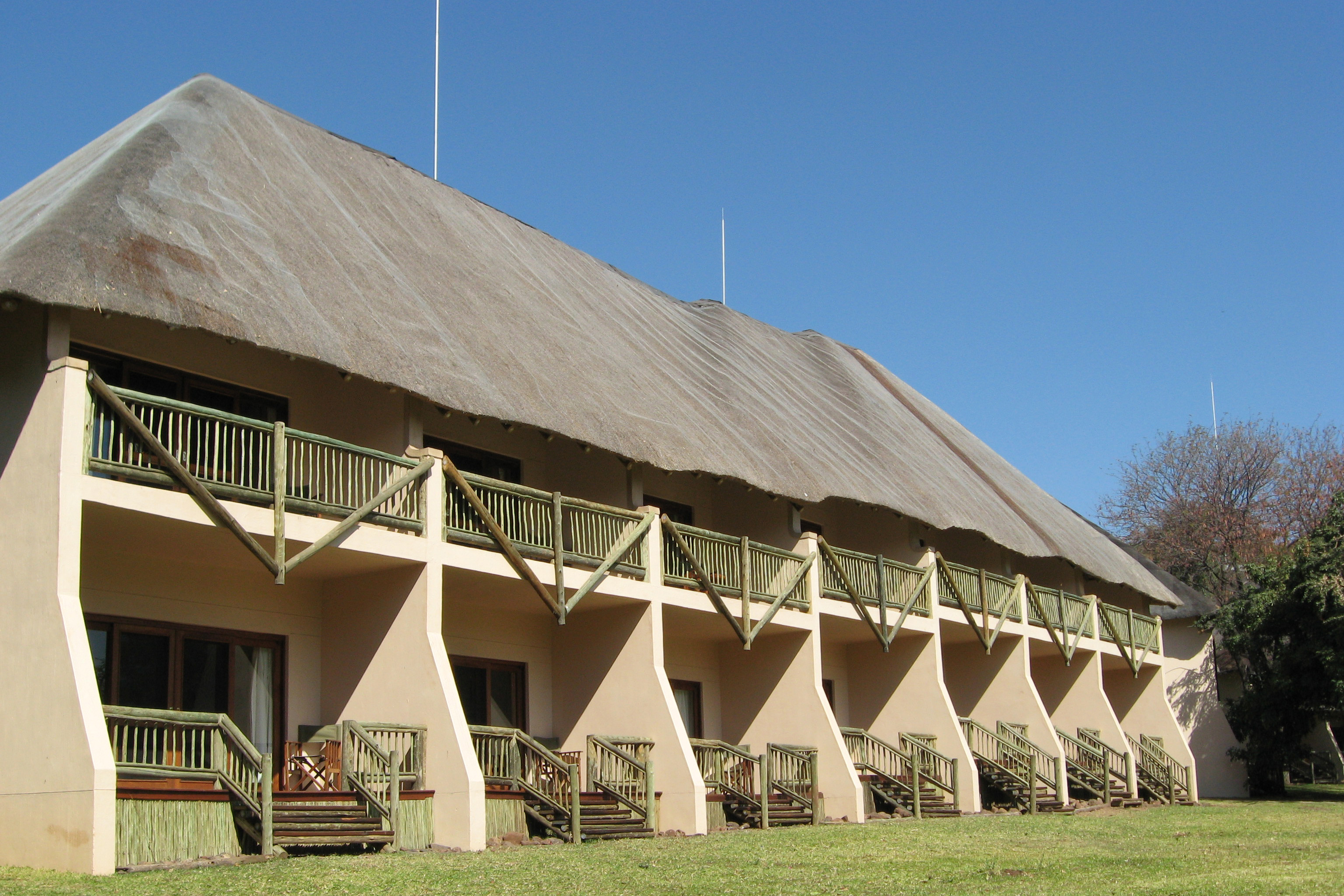
Resort turistico a Kasane.

L'industria diamantifera è la principale fonte di ricchezza del paese ed è per metà pubblica e per metà privata: i tre giacimenti maggiori di diamanti (Jwaneng, Lethakane, Orapa) forniscono all'anno circa 21 milioni di carati. Notevole è anche l'estrazione di oro, nichel, carbone, manganese, rame.
L'industria è abbastanza sviluppata nei settori tessile e alimentare (carni, birra).

### Settore terziario
Il settore terziario è in forte sviluppo e contribuisce già per oltre la metà del PNL. In particolare il turismo (superato il milione di ingressi annui), soprattutto di provenienza sudafricana, sta dando grande impulso all'economia e allo sviluppo.

## Politica

### Politica interna
Nel Paese vige un sistema multipartitico, ma il partito da sempre dominante è il Partito Democratico del Botswana (Botswana Democratic Party, BDP). Questo partito ha una connotazione nazionale molto forte ed è sempre stato slegato da concezioni ideologiche. Il principale partito di opposizione, di tendenze ancor più nazionalistiche, è il Fronte Nazionale del Botswana (Botswana National Front, BNF).
La politica interna attuale è caratterizzata da un forte impegno nella promozione economica del paese, nel miglioramento delle infrastrutture e nella lotta alla piaga dell'AIDS.
Un vecchio problema tornato d'attualità in seguito a spostamenti forzati di alcune tribù ordinati dal governo è la "questione boscimana", ovvero dove insediare stabilmente queste popolazioni in modo che esse siano in armonia con il resto del paese.

### Politica estera
Il Botswana svolge un ruolo propulsivo nell'integrazione politica ed economica nell'Africa australe. Il Paese promuove la Comunità di sviluppo dell'Africa Australe (SADC) come strumento di sviluppo economico e come veicolo per raggiungere il peso politico necessario per svolgere un ruolo di composizione dei conflitti e per ottenere buone relazioni internazionali. Il Sudafrica del dopo-apartheid è il principale alleato internazionale, ma recentemente si è avuto un netto sganciamento da questa tradizionale alleanza. Infatti oggi gli scambi economici e culturali maggiori avvengono con il Regno Unito e gli altri paesi europei.
Il Paese condivide la posizione africana più moderata sui principali temi internazionali e aderisce a organizzazioni internazionali come le Nazioni Unite, il Commonwealth e l'Unione Africana, essendo altresì uno degli stati più attivi nei rapporti bilaterali tra quelli associati all'Unione europea.

## Ambiente

### Aree protette
Il governo ha recentemente posto grande attenzione alla tutela dell'ambiente e l'estensione delle aree naturali protette copre attualmente quasi il 30% del territorio del Paese.
Peculiarità della gestione di queste aree, di diretta derivazione anglosassone, è la compartecipazione dei settori pubblico e privato, di modo che gli stessi proprietari terrieri si sentano sempre più responsabilizzati nella gestione del territorio.
Anche la questione della regolamentazione della caccia è stata affrontata con grande lungimiranza ed è stata risolta con grande successo. Il governo organizza infatti periodiche battute di caccia grossa aperte ai privati (anche stranieri) in base all'eventuale esubero di capi delle varie specie, in particolare elefanti, rispetto alle risorse disponibili. Questo approccio ha consentito di arrestare fortemente il fenomeno del bracconaggio sia in modo diretto che in modo indiretto. Infatti queste iniziative hanno permesso di immettere sul mercato un flusso di avorio e pellami, ciò che ha fatto abbassare i prezzi degli stessi, rendendo meno conveniente il fenomeno della caccia clandestina.

### Fauna

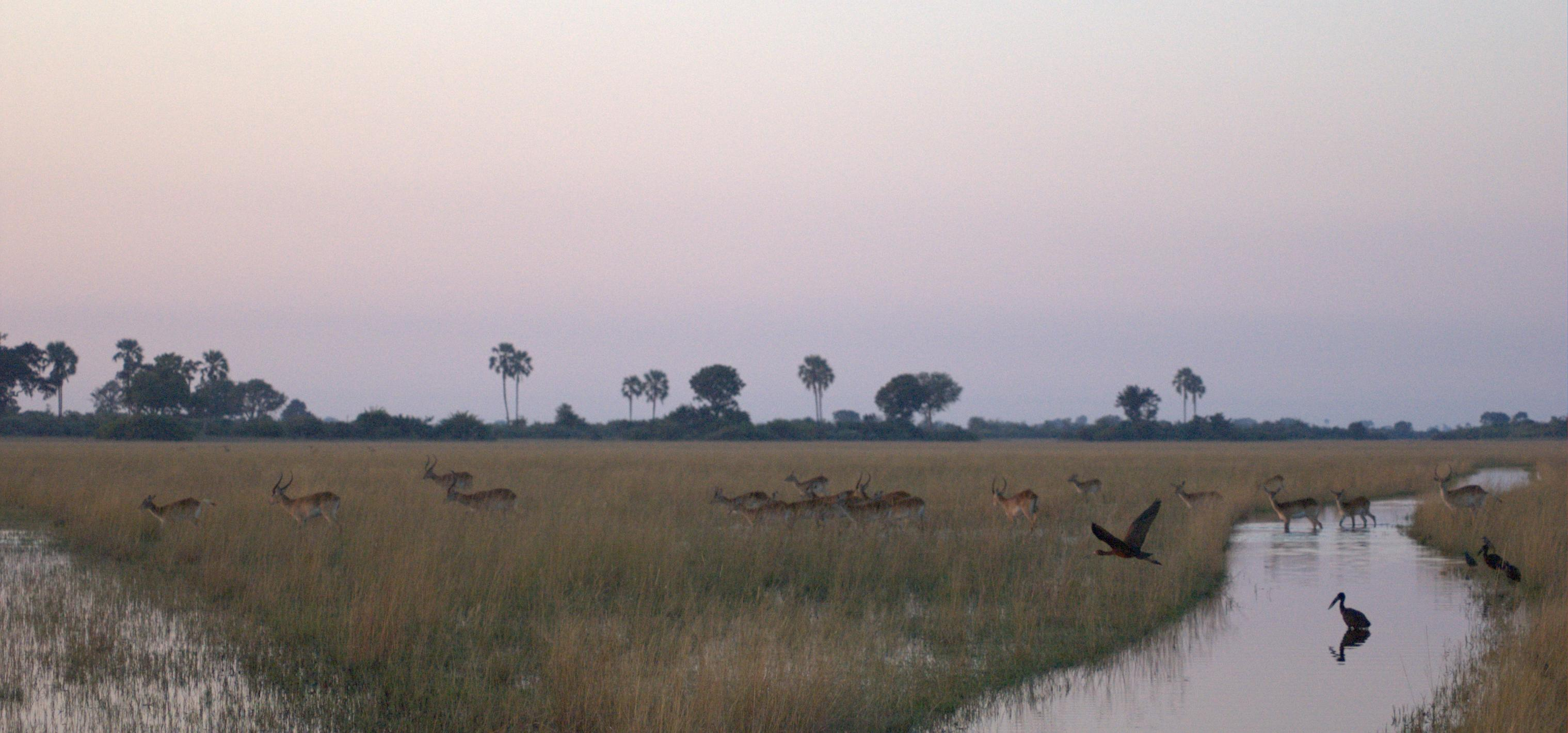
Alcuni lichi insieme a delle mitterie del Senegal nel delta dell'Okavango

Le aride terre del Botswana ospitano varie specie di interesse. Anzitutto il paese presenta oltre settanta specie di serpenti, compresi tre cobra sputatori. In particolare nella zona dell'Okavango si può avvistare con facilità il velenoso boomslang (termine afrikaans che significa "serpente arboricolo").
Vi sono altresì parecchie specie di uccelli, tra cui la gru pavonina, il colombo tomboliere e il cosiddetto uccello segretario, che si nutre proprio di serpenti. Gli splendidi parchi nazionali e le bellissime tenute private ospitano inoltre una grande varietà di animali, come elefanti, leopardi, ghepardi, iene maculate, facoceri, rinoceronti neri e bianchi, struzzi, licaoni, giraffe meridionali, ippopotami, zebre, leoni e molti altri animali.

### Flora
La maggior parte del territorio presenta specie adatte al clima arido. In particolare crescono con facilità le piante di acacia e i bassi arbusti spinosi. Le uniche foreste decidue si trovano nel nord-est e forniscono anche una discreta quantità di legname.

## Diritti umani
Tra il 1997 e il 2002, in tre diverse operazioni, il governo del Botswana sfrattò i Boscimani che vivevano nella Riserva faunistica del Kalahari centrale (CKGR). Nel 2002 i Boscimani decisero di portare il governo in tribunale accusandolo di averli sfrattati illegalmente dalla loro terra ancestrale e, nel 2006, dopo “il processo più lungo e più costoso nella storia del Botswana”, una sentenza della Corte Suprema riconobbe il loro diritto a vivere e cacciare nella CKGR, definendo gli sfratti “illegali e incostituzionali”.
Tuttavia i Boscimani che da allora hanno fatto ritorno nella CKGR denunciano di essere oggetto di continue molestie e intimidazioni. Oggi la maggior parte di loro è costretta a richiedere un permesso di un mese per entrare nella riserva, mentre molti hanno denunciato di essere stati arrestati, multati e alcuni persino torturati, per aver cacciato.
Survival International, l'organizzazione che difende i diritti dei popoli indigeni di tutto il mondo, ha più volte denunciato “le manovre messe in atto dal governo del Botswana per impedire ai Boscimani di vivere e cacciare liberamente nella loro terra ancestrale, distruggendo il loro stile di vita”.
Nel settembre 2013 Survival ha lanciato il boicottaggio del turismo in Botswana. Una decisione drastica, ha spiegato il direttore generale dell'associazione, Stephen Corry, dovuta “alle continue persecuzioni messe in atto dal governo del Botswana nei confronti dei primi abitanti del paese”.

## Cultura

### Arte

#### Arte preistorica
L'arte pittorica preistorica ha un suo centro molto interessante in Botswana: Tsodilo. Esso si trova nel Kalahari, presso il confine con la Namibia e vanta una delle più alte concentrazioni di arte rupestre preistorica del mondo, tanto che l'UNESCO lo annoverò nel 2001 nella lista del patrimonio mondiale dell'umanità. Soprannominato addirittura il "Louvre del Deserto", Tsodilo presenta al visitatore oltre 4 500 dipinti in un'area di appena 10 km². L'età dei dipinti è variabile, ma i più antichi pare risalgano addirittura a 100 000 anni or sono.

#### Arte boscimana e ottentotta
Questi gruppi etnici presentano una notevole capacità di lavorare il legno, con veri e propri ebanisti. Il legno tenero del marula è utilizzato infatti per la produzione di vasellame e oggettistica sacra e profana.

#### Arte nazionale
Dal XX secolo si è assistito a un certo fiorire di un'arte unitaria, che raccoglie in particolare gli influssi anglosassoni e tswana. Attorno al Museo Nazionale di Gaborone si sono infatti costituite scuole artistiche di una certa importanza, sicché sono frequenti le esposizioni di nuovi dipinti e manifatture di grande interesse.
Tra le manifatture più interessanti troviamo i cesti, molto raffinati con le loro figure ornamentali, e i drappi (coperte o tappeti), usualmente di lana e riproducenti temi tswana e anglosassoni fusi assieme.
Da segnalare anche intagli di legno, monili e gioielli.

#### Architettura
L'architettura cittadina è di stile coloniale, spesso con richiami neoclassici.
L'architettura tradizionale dei villaggi tswana si costituisce invece di capanni costruiti con un impasto di mattoni e terra tratta dai termitai, fissati poi con malta composta da terriccio e letame. I pali che sostengono i tetti di paglia si traggono da arbusti flessibili. Il tetto viene poi protetto dagli insetti con un olio cosparso di cenere.

### Patrimoni dell'umanità
Alcuni siti del Botswana sono stati iscritti nella Lista dei patrimoni dell'umanità dell'UNESCO.

### Produzione letteraria
Ancora in fase di sviluppo la letteratura, che ha però un buon retroterra di tradizioni orali. In questo campo l'influsso sudafricano è fortissimo. La scrittrice più importante del Botswana è stata infatti una mulatta di origini sudafricane: Bessie Head, insignita nel 2003 dell'Ordine della Ikhamanga in Oro, »Per il contributo straordinario alla letteratura e alla lotta per il cambiamento sociale, per la libertà e per la pace.». In When Rain Clouds Gather (1968), tra i suoi romanzi più noti, si narra la storia di Makehaya, che fugge dal Sudafrica e attraversa il confine diretta in Botswana, nella speranza di una vita più serena. I suoi libri, tra l'altro, prendono ispirazione dalla vita nei villaggi rurali e presentano eccellenti descrizioni della natura, sconfinata e romantica.

### Musica
La musica del Botswana è piuttosto sviluppata ed è legatissima al fenomeno del tribalismo. Vi sono numerosi generi di musica tradizionale corrispondenti alle diverse etnie del paese, musica religiosa, e alcuni generi di musica pop moderna. Tra le cantanti spicca Sasa Klaas, considerata la First Lady dell'hip-hop in Botswana.

### Missioni spaziali
- 15 marzo 2025: viene lanciato BOTSAT-1, il primo satellite del Botswana[22]

## Sport
Le attività sportive non sono capillarmente diffuse; tuttavia, specie nell'area della capitale, sono praticati il cricket, il calcio e il rugby. Molto diffuso è anche il pugilato, sport in cui Lechedzani Luza ha ottenuto la medaglia d'argento ai Giochi del Commonwealth del 2002. Come nazionale il Botswana non ha raggiunto risultati di alto rilievo negli altri sport, se non qualche buon piazzamento nei tornei internazionali di cricket e la qualificazione alla fase finale della Coppa delle nazioni africane 2012 con la nazionale di calcio.
Nell'atletica leggera il Botswana può vantare alcuni atleti di spicco a livello internazionale; Nijel Amos, medaglia d'argento negli 800 metri piani ai Giochi olimpici di Londra 2012, è stato il primo sportivo del Botswana a conquistare una medaglia olimpica mentre Amantle Montsho è stata campionessa mondiale nella specialità dei 400 metri piani a Taegu 2011, dopo aver conquistato varie medaglie nei precedenti anni tra Giochi del Commonwealth, Giochi panafricani e Campionati africani. Un altro atleta celebre è Kabelo Kgosiemang, quattro volte campione africano di salto in alto.

### Giochi olimpici
Il primo oro olimpico per il Botswana è stato conquistato da Letsile Tebogo, nell'atletica leggera, 200 metri piani, ai Giochi olimpici di Parigi 2024. La prima medaglia olimpica, invece, fu vinta sempre nell'atletica leggera, da Nijel Amos medaglia d'argento negli 800 metri piani ai Giochi olimpici di Londra 2012.

## Tradizioni
Le tradizioni botswaniane sono il risultato dell'unione dei costumi di matrice bantù tswana e bianca anglosassone. In particolare, sia nella tradizione orale che nella letteratura scritta, è fondamentale la tematica dell'"acqua", vista come origine e fonte primaria della vita, anche in senso spirituale. A sé stanno invece le tradizioni boscimane e ottentotte, legate a costumi antichissimi che non si sono mai integrati con quelli delle altre etnie.

### Cucina
La cucina del Botswana è unica ma condivide anche alcune caratteristiche con altre cucine dell'Africa Meridionale. Esempi di cucina botswana sono: pap, boerewors, samp, vetkoek ed i vermi mopani. Un cibo unico del Botswana è il seswaa, carne macinata fortemente salata.

## Ricorrenza nazionale
- 30 settembre: Boipuso : celebra l'indipendenza dal Regno Unito, nel 1966

## Filmografia
- A United Kingdom - L'amore che ha cambiato la storia, regia di Amma Asante, 2016.